# Asunción Ixtaltepec
Asunción Ixtaltepec è un comune del Messico, situato nello stato di Oaxaca.